# Irineu Roque Scherer
Irineu Roque Scherer (ur. 15 grudnia 1950 w Cerro Largo, zm. 2 lipca 2016) – brazylijski duchowny katolicki, biskup Garanhuns w latach 1998–2007 i Joinville w latach 2007-2016.

## Życiorys
Święcenia kapłańskie otrzymał 7 stycznia 1978 i został inkardynowany do diecezji Toledo. Był m.in. rektorem seminariów w Cascavel i Toledo, proboszczem parafii katedralnej oraz wikariuszem generalnym diecezji.
15 kwietnia 1998 papież Jan Paweł II mianował go biskupem diecezjalnym Garanhuns. 20 czerwca tego samego roku z rąk arcybiskupa Armanda Círio przyjął sakrę biskupią. 30 maja 2007 powierzono mu obowiązki biskupa diecezjalnego Joinville. Funkcję sprawował aż do swojej śmierci.
Zmarł na atak serca 2 lipca 2016.